# Kolporter (przedsiębiorstwo)

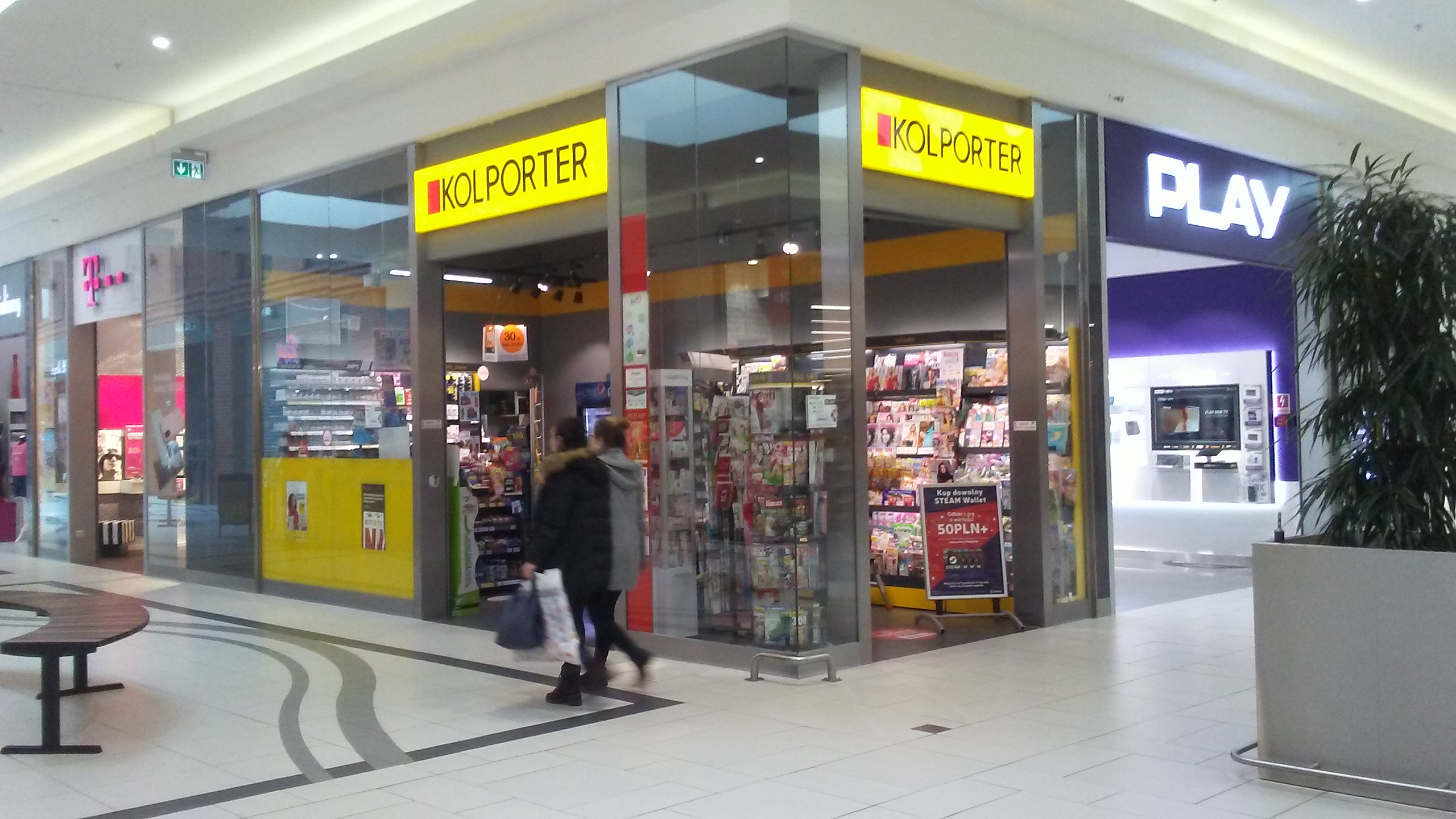
Salon prasowy Kolportera w galerii handlowej w Tomaszowie Mazowieckim

Kolporter – największy dystrybutor prasy w Polsce i jeden z największych dystrybutorów produktów szybkozbywalnych.

## Historia
Po transformacji systemowej w Polsce, 2 maja 1990 roku Krzysztof Klicki jako jednoosobowa firma rozpoczął dystrybucję Gazety Wyborczej, na początku głównie do sklepów PSS „Społem”. Zarobione pieniądze zainwestował w rozwój firmy kolportażowej.
We wrześniu 1990 podjęta została decyzja o budowie firmy o ogólnopolskim zasięgu. Pierwszy oddział terenowy powstał w Katowicach, w grudniu kolejny we Wrocławiu, a dystrybucja wzbogacona została o dodatkowe tytuły.
W 1993 roku rozpoczęto dywersyfikację branżową, tworząc pion obrotu towarami pozaprasowymi: zakład produkcji ekspozytorów prasy oraz zakład informatyki. W następnym roku rozpoczęła się budowa własnej detalicznej sieci sprzedaży i uruchomiono pierwsze kioski w Warszawie i Gdańsku.
Decyzję o budowie Grupy Kapitałowej Kolporter podjęto w 1995 roku. W następnych latach powstawały kolejne spółki należące do Grupy Kapitałowej, były to:
- 1997 – Kolporter Service (dystrybucja towarów FMCG)
- 2001 – Kolporter Sieci Handlowe (własna sieć sprzedaży typu convenience)
- 2002 – przejęcie spółki Jard Press SA, największego prywatnego konkurenta
- 2006 – instalacja pierwszego terminalu do sprzedaży usług elektronicznych oraz powstanie spółki Kolporter Expo (organizacja imprez targowych i wystawienniczych)

Po załamaniu rynku w 2009 roku Kolporter podjął decyzję o likwidacji salonów multimedialnych.
W 2010 w marcu dokonano podziału na Kolporter DP, Kolporter Express, Kolporter eBiznes, Kolporter Nieruchomości. W sierpniu zmieniono nazwy dwóch wydzielonych spółek Kolporter Express na K-EX i Kolporter Expo na Expo Silesia. W grudniu skonsolidowano natomiast trzy spółki działające na rynku sprzedaży detalicznej i hurtowej: Kolporter Sieci Handlowe, Kolporter Service oraz Kolporter DP.
W tym okresie Grupa Kapitałowa Kolporter składała się z co najmniej 11 spółek, wliczając również: Kolporter Holding, Condite, Condite Development, Ferment, Pretorius, Kolporter Info oraz Kolporter Promocja. Właścicielem Grupy Kapitałowej był Krzysztof Klicki (posiadacz 100% akcji).
Na początku roku 2011 zmieniono nazwę Kolporter Info S.A. na Infover oraz przekształcono podmiot główny w spółkę akcyjną i powrócono do historycznej nazwy Kolporter S.A.. W czerwcu przekształcono Kolporter Holding w BC&O Polska, spółkę komandytowo-akcyjną. Tym samym przestała istnieć Grupa Kapitałowa Kolporter i wydzielone spółki stały się samodzielnymi podmiotami prawnymi.
Grupa Kolporter planowała wejście na giełdę, ale w 2011 roku porzucono te plany z uwagi na złą sytuację finansową panującą na giełdzie.
Ogólne przychody przedsiębiorstwa w roku 2012 wyniosły ponad 4161 mln złotych, przychody ze sprzedaży wyniosły prawie 4144 mln złotych.

## Opis struktury i działalności
Kolporter obsługuje punkty handlowe i sieci sprzedaży oraz świadczy usługi logistyczne i reklamowe. Spółka zbudowała największą zlokalizowaną w sklepach detalicznych w Polsce sieć terminali do sprzedaży doładowań prepaid. Terminale realizują również płatności i usługi elektroniczne. Firma jest właścicielem sieci „Saloników Prasowych”, salonów „Top-Press”.
W strukturze Kolportera funkcjonują:
- Departament Dystrybucji Prasy
- Departament Usług Elektronicznych
- Departament Sieci Własnej.

### Departament Dystrybucji Prasy
Departament zajmuje się dystrybucją prasy i książek na terenie kraju. Z sieci 20 oddziałów terenowych prasa jest dostarczana codziennie do ok. 36 000 odbiorców (w tym ok. 8000 prenumeratorów).
Z departamentem współpracuje ponad 1000 wydawnictw prasowych i książkowych. Ich produkty dostarczane są zarówno do sieci handlowych, jak i indywidualnych odbiorców. Kolporter S.A. obsługuje sieć Saloników Prasowych, Stoisk Patronackich, a także punkty sprzedaży prasy, które usytuowane są m.in. w dużych sieciach handlowych, na stacjach benzynowych, a także na dworcach, przy ruchliwych arteriach miejskich, w centrach miast oraz na stacjach warszawskiego metra.
Departament zajmuje się magazynowaniem, transportem, kompletacją, cross-dockingiem i co-packingiem. Spółka zajmuje się także doradztwem logistycznym. Na prowadzenie tych usług uzyskała certyfikat ISO 9001:2008.
Udział w rynku w połowie 2011 roku w zależności od metody użytej do oszacowania waha się od 48,3% (dane Izby Wydawców Prasy) do 56% (dane własne Kolportera na podstawie ilości sprzedanych tytułów).
Firma dystrybuuje ok. 5 tysięcy tytułów prasowych polskich i zagranicznych. Flota samochodów dostawczych i ciężarowych liczy 850 samochodów, które przewożą ponad 27 tys. europalet gazet i czasopism. Rocznie firma kolportuje 950 milionów egzemplarzy pism. Posiada 40 tys. m² powierzchni magazynowej (w tym 24 tys. m² Centrum Logistycznego Mościska).

### Departament Usług Elektronicznych
Departament umożliwia placówkom handlowym korzystanie z Terminalu Uniwersalnego – urządzenia, umożliwiającego m.in. sprzedaż doładowań stanu konta do telefonów komórkowych, realizację płatności rachunków, przyjmowanie płatności kartami płatniczymi.

### Departament Sieci Własnej
Departament tworzy ogólnopolskie sieci sprzedaży. Jest właścicielem ponad 870 saloników prasowych (w tym ponad 60 salonów Top-Press).

## Nagrody
- 1999 – Złoty Wawrzyn – nagroda Gazety Bankowej i firmy konsultingowej Arthur Andersen za stworzenie najlepszej sieci handlowej w kraju
- 2001 – Srebrny Grosz – nagroda tygodnika „Przekrój”
- 2002 – Lider Polskiego Biznesu – przyznany przez Business Centre Club za „efektywny i nowoczesny system zarządzania, utrzymanie wysokiej pozycji rynkowej, stały wzrost wyników ekonomicznych i wprowadzenie wielu nowoczesnych programów autorskich służących, m.in. do zarządzania sieciami sprzedaży”
- 2004 – Medal Europejski – przyznawany przez Komitet Integracji Europejskiej i Business Centre Club dla wyrobów i usług oferowanych przez firmy działające na terenie Polski, które swoim standardem osiągają poziom europejski.
- 2004 – nominacja do nagrody Filar Polskiej Gospodarki
- 2005 – Najlepszy Dostawca – statuetka przyznana przez sieć Tesco.